# Parafia św. Jana Pawła II w Zawierciu
Parafia św. Jana Pawła II – rzymskokatolicka parafia położona przy ulicy Wschodniej 7 w Zawierciu, należąca do dekanatu Zawiercie – św. Piotra i Pawła w archidiecezji częstochowskiej.

## Historia parafii
Parafia została utworzona w 2006 roku. Funkcje sakralne pełni kaplica wzniesiona na placu znajdującym się u zbiegu ulic: Wschodniej, Jagiellońskiej i Grunwaldzkiej. Kościół parafialny aktualnie jest w budowie. Dekretem z dnia 29 maja 2011 roku zmieniona została nazwa parafii na wezwanie Sługi Bożego Jana Pawła II.
Proboszczem parafii jest ksiądz Grzegorz Cyparski.